# 閃灰蝶
閃灰蝶（學名：Sinthusa chandrana），又名牡灰蝶、生灰蝶、嘉義小灰蝶、懸鈎子灰蝶。

## 描述
本種為小型灰蝶，具雌雄二型性。體背黑褐色，腹側灰白。雄蝶頭頂黑褐，額白，觸角黑褐帶白環，下唇鬚白色末端深色，複眼與頭部被毛。胸腹背面褐色，腹面白，足為白色混黑褐條紋，前足跗節癒合、末端彎尖。
前翅長11-16 mm，呈三角形，外緣近翅頂微凸；後翅卵形，CuA2脈具絲狀尾突，臀區具葉狀突。翅背面褐色，雄蝶翅具金屬紫色鱗斑，後翅有紫藍斑塊；雌蝶無此斑。翅腹面底色白至灰白，具褐色斑列與短條，中室及外緣皆有褐色紋，後翅內側具黑斑，CuA1室有黑斑橙環之眼狀斑，並帶藍色金屬光澤鱗，臀區具藍紋與橙紋。緣毛褐色，後翅近基部有灰色性標，雄蝶另具前翅後緣毛束。雌蝶翅幅略寬、無第二性徵，前足跗節不癒合。

## 分佈
分布於喜瑪拉雅地區、華西至華東及臺灣，臺灣見於低至中海拔地區。

## 棲地
棲息於常綠闊葉林，一年多代，成蝶飛行敏捷，會訪花。幼蟲以薔薇科懸鉤子屬植物的花苞與葉片為食。
寄主植物包括羽萼懸鉤子、臺灣懸鉤子及高山懸鉤子等。